# Алви, Ариф
Ариф Рахман Алви (урду عارف الرحمان علوی‎, англ. Arif-ur-Rehman Alvi; род. 29 июля 1949, Карачи, Синд) — пакистанский государственный и политический деятель, президент Пакистана (2018—2024).

## Биография
Родился 29 июля 1949 года в Карачи, Доминион Пакистан. Есть информация, что его дата рождения 29 августа 1949 года, а также встречаются ресурсы, указывающие его дату рождения в 1947 году.
Его отец Хабиб-ур-Рехман Элахи Алви работал дантистом в Британской Индии, затем переехал в Карачи после раздела страны и открыл стоматологическую клинику в техсиле Саддар. Хабиб-ур-Рехман Элахи Алви был членом партии Джамаат-и-ислами. Согласно веб-сайту партии Движение за справедливость, отец Арифа Алви был дантистом премьер-министра Индии Джавахарлала Неру.
После окончания средней школы в Карачи Ариф Алфи переехал в Лахор в 1967 году для получения высшего образования. Имеет степень бакалавра стоматологической хирургии после окончания колледжа стоматологии De’Montmorency. В 1975 году окончил Мичиганский университет, став магистром в области зубного протезирования. В 1984 году получил магистра наук в области ортодонтии в University of the Pacific. Вернувшись в Пакистан стал работать стоматологом, а затем открыл собственную стоматологическую клинику Alvi Dental Hospital. Он женат на Самине Алви, у них четверо детей.

## Профессиональная карьера
В 1997 году Ариф Алви вошёл в Американский совет ортодонтии. Он подготовил устав Пакистанской стоматологической ассоциации и стал её президентом. В 1981 году был председателем впервые проходившей в Пакистане Международной стоматологической конференции и был избран председателем 28-го Азиатско-Тихоокеанского стоматологического конгресса. Затем стал деканом факультета ортодонтии в Колледже врачей и хирургов Пакистана. В 2006 году был избран президентом Азиатско-тихоокеанской федерации стоматологов. В следующем году стал советником Всемирной стоматологической федерации.

## Политическая карьера
Ариф Алви начал свою политическую карьеру в качестве коммивояжера религиозной партии. Во время учёбы в колледже стоматологии De’Montmorency активно участвовал в студенческих сообществах. Присоединился к Ислами Джамиат-и-талаба, студенческому крылу Джамаат-и-ислами, а также стал президентом студенческого союза. В те годы он критиковал военный режим президента Мухаммеда Айюба Хана: участвуя в акции протеста в 1969 году на лахорской улице Мэлл был дважды ранен из огнестрельного оружия, одну пулю не удалось извлечь и она до сих пор в его организме.
В 1977 году Ариф Алви стал проявлять политическую активность после победы Зульфикара Али Бхутто на парламентских выборах в Пакистане. В 1979 году баллотировался в Провинциальную ассамблею Синда в качестве кандидата Джамаат-и-ислами из избирательного округа Карачи, но проиграл. После этой неудачи покинул Джамаат-и-ислами, так как разочаровался в её концепции, — по его мнению, некоррумпированное руководство — главное средство для решения проблем Пакистана.
В 1996 году присоединился к Движению за справедливость, которое возглавлял бывший крикетист Имран Хан, стал одним из основателей партии и участвовал в принятии её конституции. Являлся членом центрального исполнительного совета Движения за справедливость в течение года, затем в 1997 году возглавил отделение партии в Синде. В 1997 году Ариф Алви вновь принял участие в выборах в Провинциальную ассамблею Синда в качестве кандидата от Движения за справедливость в окружном избирательном округе PS-89 (Карачи South-V) на всеобщих выборах в Пакистане в 1997 году, но вновь проиграл. Занял третье место, получив 2200 голосов, победу одержал Салим Зия. В 2001 году Ариф Алви был назначен вице-президентом Движения за справедливость.
В 2002 году принял участие в парламентских выборах в Пакистане, вновь претендуя на место в Провинциальной ассамблее Синда как кандидат от Движения за справедливость в избирательном округе PS-90 (Карачи-II), но потерпел неудачу. Занял шестое место, получив 1267 голосов и уступив место Умеру Садику, кандидату от партии Муттахида маджлис-э-амаль. В 2006 году был назначен генеральным секретарем Движения за справедливость, занимал эту должность до 2013 года.
В 2013 году принял участие в парламентских выборах и был избран в Национальную ассамблею Пакистана в качестве кандидата от Движения за справедливость в избирательном округе NA-247 (Карачи South-II). Он получил 77 659 голосов избирателей и поставил позади ближайшего конкурента Хушбахта Шуджата. После успешного избрания он стал единственным членом Движения за справедливость, получившим место в Национальной ассамблеи страны из провинции Синд на выборах 2013 года. В 2016 году стал президентом Движения за справедливость в провинции Синд. В 2018 году был переизбран в Национальную ассамблею в качестве кандидата от Движения за справедливость в избирательном округе NA-247 (Карачи South-II) на парламентских выборах в Пакистане в 2018 году. Он получил 91 020 голосов избирателей, второе место занял Сайид Заман Али Джаффири, кандидат от партии Техрик-и-Лаббаик.
18 августа 2018 года был выдвинут Движением за справедливость в качестве кандидата на пост президента Пакистана. 4 сентября 2018 года избран 13-м президентом страны, после победы на президентских выборах в Пакистане. Он получил 352 голоса и победил Фазал-ур Рехмана и Айцаза Ахсана, которые набрали 184 и 124 голоса. После избрания президентом Ариф Алви поблагодарил премьер-министра страны Имрана Хана и правительственную коалицию за их поддержку. Ариф Алви стал вторым стоматологом в мире ставшим президентом страны, после президента Туркмении Гурбангулы Бердымухамедова. Также он является третьим президентом страны, чьи родители эмигрировали в Пакистан из Индии после раздела Британской Индии. 5 сентября 2018 года Ариф Алви отказался от своего места в Национальной ассамблее.

## Нападение на Pakistan Television Corporation
В августе 2014 года сторонники Движения за справедливость во время акции протеста осуществили штурм штаб-квартиры Пакистанской телевизионной корпорации (PTV). Ариф Алви упоминался в полицейском досье в качестве предполагаемого организатора нападения на штаб-квартиру PTV. В ноябре 2014 года Антитеррористический суд выдал ордер на арест Арифа Алви.
В марте 2015 года было подано ходатайство в Высокий суд Синда, чтобы лишить Арифа Алви места в Национальной ассамблеи Пакистана за его роль в нападении на штаб-квартиру PTV. Впоследствии полиция выдвинула обвинение против Арифа Алви за подстрекательство к насилию в ходе акций протеста в 2014 году.
В январе 2018 года Антитеррористический суд приостановил рассмотрение уголовного дела против Арифа Алви. После избрания президентом Пакистана в сентябре 2018 года адвокат Арифа Алви сделал заявление, что так как его подзащитный избран президентом, то пользуется конституционным иммунитетом и не может быть привлечен к уголовной ответственности.